# Bermudy na Mistrzostwach Świata w Lekkoatletyce 2023
Bermudy na Mistrzostwach Świata w Lekkoatletyce 2023 – reprezentacja Bermudów podczas mistrzostw świata w Budapeszcie liczyła jednego zawodnika.

## Skład reprezentacji

### Mężczyźni
| Zawodnik            | Konkurencja | Kwalifikacje | Kwalifikacje | Finał | Finał   | Źródło      |
| Zawodnik            | Konkurencja | Wynik        | Pozycja      | Wynik | Pozycja | Źródło      |
| ------------------- | ----------- | ------------ | ------------ | ----- | ------- | ----------- |
| Jah-Nhai Perinchief | trójskok    | NM           | NM           | NQ    | NQ      | [ 1 ] [ 2 ] |